# Plainview (Arkansas)
Plainview é uma cidade localizada no estado americano de Arkansas, no Condado de Yell.

## Demografia
Segundo o censo americano de 2000, a sua população era de 755 habitantes.
Em 2006, foi estimada uma população de 771, um aumento de 16 (2.1%).

## Geografia
De acordo com o United States Census Bureau, a localidade tem uma área de 3,7 km², sem área coberta por água.

## Localidades na vizinhança
O diagrama seguinte representa as localidades num raio de 32 km ao redor de Plainview.